# Obóz koncentracyjny Oro
Obóz koncentracyjny Oro (kor. 개천 제22호 관리소, także obóz nr. 22) – północnokoreański obóz koncentracyjny położony w prowincji Hamgyŏng Południowy. Do obozu trafiają osoby skazane za przestępstwa polityczne. Według Seo Jin, przebywającej w obozie od czerwca 2004 do lipca 2005, w obozie przebywało ok. 1000 mężczyzn i do 300 kobiet.

## Warunki w obozie
Więźniowie w Oro muszą pracować po 12 godzin dziennie. Więźniowie pracują głównie przy transporcie piasku i kamieni. Skazani niezależnie od zdrowia śpią na zimnej podłodze. Ciała zmarłych chowano w masowych mogiłach. Więźniowie cierpią z powodu głodu i braku higieny.